# Mongolicosa songi
Mongolicosa songi là một loài nhện trong họ Lycosidae.
Loài này thuộc chi Mongolicosa. Mongolicosa songi được Yuri M. Marusik, Azarkina & Koponen miêu tả năm 2004.